# Espace urbain des Herbiers
L'espace urbain des Herbiers est un espace urbain français constitué autour de la ville des Herbiers, dans le département de la Vendée. Par la population, c'est le 91° (numéro INSEE : 4P) des 95 espaces urbains français. En 1999, sa population était de 13 932  habitants sur une superficie de 88,78 km2.

## Caractéristiques
D'après la délimitation établie par l'INSEE en 1999, cet espace urbain est identique à l'aire urbaine des Herbiers : 1 seule commune, qui constitue à la fois l'unité urbaine, le pôle urbain, l'aire urbaine et l'espace urbain des Herbiers. 
C'est un espace urbain unipolaire, qui ne peut donc pas comporter de communes multipolarisées.